# Alteidet
Alteidet est une localité du comté de Troms, en Norvège.

## Géographie
Administrativement, Alteidet fait partie de la kommune de Kvænangen.

## Géographie et description
Alteidet est un petit village côtier situé dans le fjord Lille Altafjord, dans la partie est de la commune de Kvænangen dans  comté de Troms et Finnmark en Norvège. Le village est situé sur la route E6, à environ 50 km à l'ouest de la ville d'Alta et à environ 10,5 km au nord du village central de la commune, Burfjord. 
Environ 130 habitants vivent dans les environs et il y a un hôtel. L'adresse postale est 9161 Burfjord. Le village est situé à 8 mètres au-dessus du niveau de la mer,.
Alteidet était un poste de commerce, mais n'a pas été reconstruit après la Seconde Guerre mondiale. Le village est situé sur un isthme boisé et à proximité des deux villages de Storeng et Jøkelfjord. Le nom Alteidet est une combinaison de Alta et Eid, ce qui signifie approximativement « L'isthme de Eid » .